# 科斯帕亚共和国
科斯帕亚共和国（義大利語：Repubblica di Cospaia；当地方言：Republica de' Cošpäja）是一个位于今意大利翁布里亚北部的微型国家，存在于1440年—1826年。它的领土为现在的科斯帕亚村，属于佩鲁贾省圣朱斯蒂诺市。